# Villy-en-Trodes
Villy-en-Trodes település Franciaországban, Aube megyében. Lakosainak száma 260 fő (2022. január 1.). Villy-en-Trodes Briel-sur-Barse, Champ-sur-Barse, Fralignes, Magnant, Marolles-lès-Bailly, Thieffrain, Vendeuvre-sur-Barse és La Villeneuve-au-Chêne községekkel határos.

## Népesség
A település népessége az elmúlt években az alábbi módon változott:
| Lakosok száma | 270  | 239  | 202  | 199  | 288  | 243  | 246  | 248  | 253  | 260  |
|               | 1968 | 1982 | 1999 | 2006 | 2011 | 2015 | 2017 | 2018 | 2020 | 2022 |